# جف فرملن
جف فرملن (هلندی: Jeff Vermeulen؛ زادهٔ ۷ اکتبر ۱۹۸۸) دوچرخه‌سوار اهل هلند است.
از باشگاه‌هایی که در آن رکاب زده‌است می‌توان به تیم دوچرخه‌سواری کوگا و دلتا سایکلینگ روتردام اشاره کرد.